# III Августова ала фракийцев
III Августова ала фракийцев (лат. Ala III Augusta Thracum) — вспомогательное подразделение армии Древнего Рима.
Данное подразделение упоминается в надписях из провинции Сирия, которые датируются 88 и 91 годом. В 133 году ала дислоцировалась в провинции Верхняя Паннония. После изменения границы между двумя Паннониями, совершенное в правление императора Каракаллы, подразделение стало относиться к Нижней Паннонии, где оно оставалось, по меньшей мере, до 252 года.